# Чемпіонат світу з футболу 2022 (кваліфікаційний раунд, УЄФА, група G)
Група G кваліфікації УЄФА Чемпіонату світу з футболу 2022 — одна з 10 груп УЄФА у  кваліфікації Чемпіонату світу для визначення команд, які пройдуть до Чемпіонату світу 2022 Катарі. Група G складається з 6 команд: Гібралтар, Латвія, Нідерланди, Норвегія, Туреччина та Чорногорія. Команди зіграють одна з одною вдома та на виїзді за круговою системою.
Переможець групи потрапить напряму до Чемпіонату світу, а 2-е місце пройде до другого раунду (плей-оф).

## Турнірна таблиця
| Поз | Команда    | І  | В | Н | П  | ГЗ | ГП | РГ  | О  | Кваліфікація                          |     | Нідерланди | Туреччина | Норвегія | Чорногорія | Латвія | Гібралтар |
| --- | ---------- | -- | - | - | -- | -- | -- | --- | -- | ------------------------------------- | --- | ---------- | --------- | -------- | ---------- | ------ | --------- |
| 1   | Нідерланди | 10 | 7 | 2 | 1  | 33 | 8  | +25 | 23 | Кваліфікація до Чемпіонату світу 2022 |     | —          | 6:1       | 2:0      | 4:0        | 2:0    | 6:0       |
| 2   | Туреччина  | 10 | 6 | 3 | 1  | 27 | 16 | +11 | 21 | Проходять до плей-оф                  |     | 4:2        | —         | 1:1      | 2:2        | 3:3    | 6:0       |
| 3   | Норвегія   | 10 | 5 | 3 | 2  | 15 | 8  | +7  | 18 |                                       |     | 1:1        | 0:3       | —        | 2:0        | 0:0    | 5:1       |
| 4   | Чорногорія | 10 | 3 | 3 | 4  | 14 | 15 | −1  | 12 |                                       | 2:2 | 1:2        | 0:1       | —        | 0:0        | 4:1    |           |
| 5   | Латвія     | 10 | 2 | 3 | 5  | 11 | 14 | −3  | 9  |                                       | 0:1 | 1:2        | 0:2       | 1:2      | —          | 3:1    |           |
| 6   | Гібралтар  | 10 | 0 | 0 | 10 | 4  | 43 | −39 | 0  |                                       | 0:7 | 0:3        | 0:3       | 0:3      | 1:3        | —      |           |

## Матчі
Час вказано в EET/EEST (київський час) (місцевий час, якщо відрізняється, вказано в дужках).
| 24 березня 2021 21:45 |

| Латвія             | 1:2                             | Чорногорія         |
| ------------------ | ------------------------------- | ------------------ |
| - Я. Ікаунієкс 40' | Протокол (ФІФА) Протокол (УЄФА) | - Йоветич 41', 83' |

| Сконто, Рига Арбітр: Ален Дюрьо (Люксембург) |

| 24 березня 2021 19:00 (20:00 TRT) |

| Туреччина                                     | 4:2                             | Нідерланди                     |
| --------------------------------------------- | ------------------------------- | ------------------------------ |
| - Їлмаз 15', 34' (пен.), 81' - Чалханоглу 46' | Протокол (ФІФА) Протокол (УЄФА) | - Классен 75' - Л. де Йонг 77' |

| Олімпійський стадіон Ататюрка, Стамбул Арбітр: Майкл Олівер (Англія) |

| 24 березня 2021 21:45 (20:45 CET) |

| Гібралтар | 0:3                             | Норвегія                                    |
| --------- | ------------------------------- | ------------------------------------------- |
|           | Протокол (ФІФА) Протокол (УЄФА) | - Серлот 43' - Торстведт 45' - Свенссон 57' |

| Вікторія, Гібралтар Арбітр: Дує Струкан (Хорватія) |

| 27 березня 2021 16:00 (15:00 CET) |

| Чорногорія                                              | 4:1                             | Гібралтар          |
| ------------------------------------------------------- | ------------------------------- | ------------------ |
| - Бечирай 25' - Симич 43' - Томашевич 53' - Йоветич 80' | Протокол (ФІФА) Протокол (УЄФА) | - Стайч 30' (пен.) |

| Міський, Подгориця Арбітр: Манунель Шюттенгрубер (Австрія) |

| 27 березня 2021 19:00 (18:00 CET) |

| Норвегія | 0:3                             | Туреччина                      |
| -------- | ------------------------------- | ------------------------------ |
|          | Протокол (ФІФА) Протокол (УЄФА) | - Туфан 4', 59' - Сьоюнджю 28' |

| Ла Росаледа, Малага Арбітр: Алехандро Ернандес Ернандес (Іспанія) |

| 27 березня 2021 19:00 (18:00 CET) |

| Нідерланди                     | 2:0                             | Латвія |
| ------------------------------ | ------------------------------- | ------ |
| - Бергейс 32' - Л. де Йонг 69' | Протокол (ФІФА) Протокол (УЄФА) |        |

| Йоган Кройф Арена, Амстердам Арбітр: Стефані Фраппар (Франція) |

| 30 березня 2021 21:45 |

| Туреччина                                        | 3:3                             | Латвія                                             |
| ------------------------------------------------ | ------------------------------- | -------------------------------------------------- |
| - Караман 2' - Чалханоглу 33' - Їлмаз 52' (пен.) | Протокол (ФІФА) Протокол (УЄФА) | - Савалніекс 35' - Улдрікис 58' - Д. Ікаунієкс 79' |

| Олімпійський стадіон Ататюрка, Стамбул Арбітр: Даніель Стефаньський (Польща) |

| 30 березня 2021 21:45 (20:45 CEST) |

| Гібралтар | 0:7                             | Нідерланди                                                                                   |
| --------- | ------------------------------- | -------------------------------------------------------------------------------------------- |
|           | Протокол (ФІФА) Протокол (УЄФА) | - Бергейс 42' - Л. де Йонг 55' - Депай 61', 88' - Вейналдум 62' - Мален 64' - ван де Бек 85' |

| Вікторія, Гібралтар Арбітр: Жуан Пиньейру (Португалія) |

| 30 березня 2021 21:45 (20:45 CEST) |

| Чорногорія | 0:1                             | Норвегія     |
| ---------- | ------------------------------- | ------------ |
|            | Протокол (ФІФА) Протокол (УЄФА) | - Серлот 35' |

| Міський, Подгориця Арбітр: Ентоні Тейлор (Англія) |

| 1 вересня 2021 21:45 |

| Туреччина               | 2:2                             | Чорногорія                      |
| ----------------------- | ------------------------------- | ------------------------------- |
| - Юндер 9' - Язиджи 31' | Протокол (ФІФА) Протокол (УЄФА) | - Марушич 40' - Радунович 90+7' |

| Водафон Парк, Стамбул Арбітр: Бенуа Бастьєн (Франція) |

| 1 вересня 2021 21:45 |

| Латвія                                      | 3:1                             | Гібралтар            |
| ------------------------------------------- | ------------------------------- | -------------------- |
| - Гутковскіс 50' (пен.), 85' - Циганікс 89' | Протокол (ФІФА) Протокол (УЄФА) | - де Барр 71' (пен.) |

| Даугава, Рига Арбітр: Павел Орел (Чехія) |

| 1 вересня 2021 21:45 (20:45 CEST) |

| Норвегія     | 1:1                             | Нідерланди    |
| ------------ | ------------------------------- | ------------- |
| - Голанд 20' | Протокол (ФІФА) Протокол (УЄФА) | - Классен 37' |

| Уллевол, Осло Арбітр: Шимон Марциняк (Польща) |

| 4 вересня 2021 19:00 |

| Латвія | 0:2                             | Норвегія                            |
| ------ | ------------------------------- | ----------------------------------- |
|        | Протокол (ФІФА) Протокол (УЄФА) | - Голанд 20' (пен.) - Ельюнуссі 66' |

| Даугава, Рига Арбітр: Давід Фуксман (Ізраїль) |

| 4 вересня 2021 21:45 (20:45 CEST) |

| Гібралтар | 0:3                             | Туреччина                                       |
| --------- | ------------------------------- | ----------------------------------------------- |
|           | Протокол (ФІФА) Протокол (УЄФА) | - Дервішоглу 54' - Чалханоглу 65' - Караман 83' |

| Вікторія, Гібралтар Арбітр: Крісто Тогвер (Естонія) |

| 4 вересня 2021 21:45 (20:45 CEST) |

| Нідерланди                                          | 4:0                             | Чорногорія |
| --------------------------------------------------- | ------------------------------- | ---------- |
| - Депай 38' (пен.), 62' - Вейналдум 70' - Гакпо 76' | Протокол (ФІФА) Протокол (УЄФА) |            |

| Філіпс, Ейндговен Арбітр: Хесус Хіль Мансано (Іспанія) |

| 7 вересня 2021 21:45 (20:45 CEST) |

| Чорногорія | 0:0                             | Латвія |
| ---------- | ------------------------------- | ------ |
|            | Протокол (ФІФА) Протокол (УЄФА) |        |

| Міський, Подгориця Арбітр: Гарм Осмерс (Німеччина) |

| 7 вересня 2021 21:45 (20:45 CEST) |

| Нідерланди                                                      | 6:1                             | Туреччина     |
| --------------------------------------------------------------- | ------------------------------- | ------------- |
| - Классен 1' - Депай 16', 38' (пен.), 54' - Тіл 80' - Мален 90' | Протокол (ФІФА) Протокол (УЄФА) | - Юндер 90+2' |

| Йоган Кройф Арена, Амстердам Арбітр: Даніеле Орсато (Італія) |

| 7 вересня 2021 21:45 (20:45 CEST) |

| Норвегія                                              | 5:1                             | Гібралтар   |
| ----------------------------------------------------- | ------------------------------- | ----------- |
| - Торстведт 23' - Голанд 27', 39', 90+1' - Серлот 59' | Протокол (ФІФА) Протокол (УЄФА) | - Стайч 43' |

| Уллевол, Осло Арбітр: Ніколас Неоклеус (Кіпр) |

| 8 жовтня 2021 21:45 (20:45 CEST) |

| Гібралтар | 0:3                             | Чорногорія                             |
| --------- | ------------------------------- | -------------------------------------- |
|           | Протокол (ФІФА) Протокол (УЄФА) | - Марушич 7' - Бечирай 44' (пен.), 68' |

| Вікторія, Гібралтар Арбітр: Філіп Голова (Словаччина) |

| 8 жовтня 2021 21:45 |

| Туреччина       | 1:1                             | Норвегія        |
| --------------- | ------------------------------- | --------------- |
| - Актюркоглу 6' | Протокол (ФІФА) Протокол (УЄФА) | - Торстведт 41' |

| Шюкрю Сараджоглу, Стамбул Арбітр: Фелікс Брих (Німеччина) |

| 8 жовтня 2021 21:45 |

| Латвія | 0:1                             | Нідерланди    |
| ------ | ------------------------------- | ------------- |
|        | Протокол (ФІФА) Протокол (УЄФА) | - Классен 19' |

| Даугава, Рига Арбітр: Ендрю Медлі (Англія) |

| 11 жовтня 2021 21:45 (20:45 CEST) |

| Нідерланди                                                                       | 6:0                             | Гібралтар |
| -------------------------------------------------------------------------------- | ------------------------------- | --------- |
| - ван Дейк 9' - Депай 21', 45+3' (пен.) - Дюмфріс 48' - Данджума 75' - Мален 86' | Протокол (ФІФА) Протокол (УЄФА) |           |

| Де Кейп, Роттердам Арбітр: Віталій Мєшков (Росія) |

| 11 жовтня 2021 21:45 |

| Латвія             | 1:2                             | Туреччина                         |
| ------------------ | ------------------------------- | --------------------------------- |
| - Демірал 70' (аг) | Протокол (ФІФА) Протокол (УЄФА) | - Дурсун 76' - Їлмаз 90+9' (пен.) |

| Даугава, Рига Арбітр: Андреас Екберг (Швеція) |

| 11 жовтня 2021 21:45 (20:45 CEST) |

| Норвегія               | 2:0                             | Чорногорія |
| ---------------------- | ------------------------------- | ---------- |
| - Ельюнуссі 29', 90+6' | Протокол (ФІФА) Протокол (УЄФА) |            |

| Уллевол, Осло Арбітр: Іштван Ковач (Румунія) |

| 13 листопада 2021 19:00 (18:00 CET) |

| Норвегія | 0:0                             | Латвія |
| -------- | ------------------------------- | ------ |
|          | Протокол (ФІФА) Протокол (УЄФА) |        |

| Уллевол, Осло Арбітр: Лоуренс Віссер (Бельгія) |

| 13 листопада 2021 19:00 (20:00 TRT) |

| Туреччина                                                                      | 6:0                             | Гібралтар |
| ------------------------------------------------------------------------------ | ------------------------------- | --------- |
| - Актюркоглу 11' - Дервішоглу 38', 40' - Демірал 65' - Дурсун 81' - Мюлдюр 84' | Протокол (ФІФА) Протокол (УЄФА) |           |

| Олімпійський стадіон Ататюрка, Стамбул Арбітр: Сергій Бойко (Україна) |

| 13 листопада 2021 21:45 (20:45 CEST) |

| Чорногорія                   | 2:2                             | Нідерланди              |
| ---------------------------- | ------------------------------- | ----------------------- |
| - Вукотич 82' - Вуйнович 86' | Протокол (ФІФА) Протокол (УЄФА) | - Депай 25' (пен.), 54' |

| Міський, Подгориця Арбітр: Карлос дель Серро Гранде (Іспанія) |

| 16 листопада 2021 21:45 (20:45 CET) |

| Нідерланди                   | 2:0                             | Норвегія |
| ---------------------------- | ------------------------------- | -------- |
| - Бергвейн 84' - Депай 90+1' | Протокол (ФІФА) Протокол (УЄФА) |          |

| Де Кейп, Роттердам Арбітр: Клеман Тюрпен (Франція) |

| 16 листопада 2021 21:45 (20:45 CET) |

| Чорногорія   | 1:2                             | Туреччина                    |
| ------------ | ------------------------------- | ---------------------------- |
| - Бечирай 4' | Протокол (ФІФА) Протокол (УЄФА) | - Актюркоглу 22' - Кекчю 60' |

| Міський, Подгориця Арбітр: Даніель Зіберт (Німеччина) |

| 16 листопада 2021 21:45 (20:45 CET) |

| Гібралтар   | 1:3                             | Латвія                                        |
| ----------- | ------------------------------- | --------------------------------------------- |
| - Волкер 7' | Протокол (ФІФА) Протокол (УЄФА) | - Гутковскіс 25' - Улдрікіс 55' - Кролліс 75' |

| Вікторія, Гібралтар Арбітр: Еспен Ескос (Норвегія) |

## Дисциплінарні покарання
Гравець автоматично пропускає наступний матч за наступні дисциплінарні порушення:
- Червона картка (відсторонення за червону картку може бути збільшене за серйозні порушення)
- 2 жовті картки у двох різних матчах (відсторонення за червону також поширюється і на плей-оф, але не на фінальний турнір чи і подальші міжнародні матчі)

Гравці відбули (чи відбудуть) наступні дисциплінарні покарання:
| Команда    | Гравець               | Порушення                                                          | Відсторонено на матч(і)                                           |
| ---------- | --------------------- | ------------------------------------------------------------------ | ----------------------------------------------------------------- |
| Гібралтар  | Луї Еннеслі           | пр. Норвегії (24 березня 2021) пр. Латвії (1 вересня 2021)         | пр. Туреччини (4 вересня 2021)                                    |
| Гібралтар  | Андре Тіджей де Барр  | пр. Нідерландів (30 березня 2021) пр. Туреччини (4 вересня 2021)   | пр. Норвегії (7 вересня 2021)                                     |
| Гібралтар  | Аймен Муелі           | пр. Норвегії (24 березня 2021) пр. Норвегії (7 вересня 2021)       | пр. Чорногорії (8 жовтня 2021)                                    |
| Гібралтар  | Кайл Голдвін          | пр. Чорногорії (27 березня 2021) пр. Чорногорії (8 жовтня 2021)    | пр. Нідерландів (11 жовтня 2021)                                  |
| Гібралтар  | Джейс Оліверо         | пр. Туреччини (13 листопада 2021)                                  | пр. Латвії (16 листопада 2021)                                    |
| Латвія     | Крішс Каркліньш       | пр. Чорногорії (24 березня 2021) пр. Нідерландів (27 березня 2021) | пр. Туреччини (30 березня 2021)                                   |
| Латвія     | Владімірс Камеш       | пр. Чорногорії (24 березня 2021) пр. Туреччини (30 березня 2021)   | пр. Гібралтару (1 вересня 2021)                                   |
| Латвія     | Антонійс Черномордійс | пр. Чорногорії (24 березня 2021) пр. Гібралтару (1 вересня 2021)   | пр. Норвегії (4 вересня 2021)                                     |
| Латвія     | Владісдавс Фйодоровс  | пр. Туреччини (30 березня 2021) пр. Норвегії (4 вересня 2021)      | пр. Чорногорії (7 вересня 2021)                                   |
| Латвія     | Владіславс Гутковскіс | пр. Норвегії (4 вересня 2021) пр. Чорногорії (7 вересня 2021)      | пр. Нідерландів (8 жовтня 2021)                                   |
| Латвія     | Едуардс Емсіс         | пр. Туреччини (30 березня 2021) пр. Норвегії (13 листопада 2021)   | пр. Гібралтару (16 листопада 2021)                                |
| Нідерланди | Маттейс де Лігт       | пр. Чехії на Євро 2020 (27 червня 2021)                            | пр. Норвегії (1 вересня 2021)                                     |
| Нідерланди | Дейлі Блінд           | пр. Латвії (27 березня 2021) пр. Норвегії (1 вересня 2021)         | пр. Чорногорії (4 вересня 2021)                                   |
| Нідерланди | Джорджиньо Вейналдум  | пр. Туреччини (24 березня 2021) пр. Туреччини (7 вересня 2021)     | пр. Латвії (8 жовтня 2021)                                        |
| Норвегія   | Крістіан Торстведт    | пр. Туреччини (27 березня 2021)                                    | пр. Чорногорії (30 березня 2021) пр. Нідерландів (1 вересня 2021) |
| Норвегія   | Александер Серлот     | пр. Туреччини (27 березня 2021) пр. Чорногорії (30 березня 2021)   | пр. Нідерландів (1 вересня 2021)                                  |
| Норвегія   | Мортен Торсбі         | пр. Нідерландів (1 вересня 2021) пр. Туреччини (8 жовтня 2021)     | пр. Чорногорії (11 жовтня 2021)                                   |
| Норвегія   | Стіан Грегерсен       | пр. Туреччини (27 березня 2021) пр. Чорногорії (11 жовтня 2021)    | пр. Латвії (13 листопада 2021)                                    |
| Туреччина  | Бурак Їлмаз           | пр. Нідерландів (24 березня 2021) пр. Чорногорії (1 вересня 2021)  | пр. Гібралтару (4 вересня 2021)                                   |
| Туреччина  | Озан Кабак            | пр. Нідерландів (24 березня 2021) пр. Нідерландів (7 вересня 2021) | пр. Норвегії (8 жовтня 2021)                                      |
| Туреччина  | Оркун Кекчю           | пр. Гібралтару (4 вересня 2021) пр. Нідерландів (7 вересня 2021)   | пр. Норвегії (8 жовтня 2021)                                      |
| Туреччина  | Чаглар Сьоюнджю       | пр. Нідерландів (7 вересня 2021)                                   | пр. Норвегії (8 жовтня 2021)                                      |
| Туреччина  | Юсуф Язиджи           | пр. Норвегії (8 жовтня 2021) пр. Латвії (11 жовтня 2021)           | пр. Гібралтару (13 листопада 2021)                                |
| Туреччина  | Мерт Мюлдюр           | пр. Норвегії (27 березня 2021) пр. Гібралтару (13 листопада 2021)  | пр. Чорногорії (16 листопада 2021)                                |
| Чорногорія | Ігор Вуячич           | пр. Латвії (24 березня 2021) пр. Туреччини (1 вересня 2021)        | пр. Нідерландів (4 вересня 2021)                                  |
| Чорногорія | Стефан Савич          | пр. Туреччини (1 вересня 2021) пр. Нідерландів (4 вересня 2021)    | пр. Латвії (7 вересня 2021)                                       |
| Чорногорія | Урош Джурджевич       | пр. Туреччини (1 вересня 2021) пр. Латвії (7 вересня 2021)         | пр. Гібралтару (8 жовтня 2021)                                    |
| Чорногорія | Марко Вешович         | пр. Норвегії (11 жовтня 2021)                                      | пр. Нідерландів (13 листопада 2021)                               |

## Позначки
1. ↑  EET (UTC+2) для матчів у березні та листопаді 2021, та EEST (UTC+3) для решти матчів.
2. ↑  Матч Норвегія ‒ Туреччина мав відбутися на стадіоні Уллевол у Осло, але було перенесено на стадіон Ла Росаледа у Малазі (Іспанія) через потенційні карантинні обмеження на подорожування збірної Туреччини до Норвегії.[4][5]